# Coface
Compagnie Française d'Assurance pour le Commerce Extérieur (Coface) er et fransk kreditforsikringsselskab. Det blev etableret i 1946 og de har 4.100 ansatte i 66 lande.